# Eupelmidae

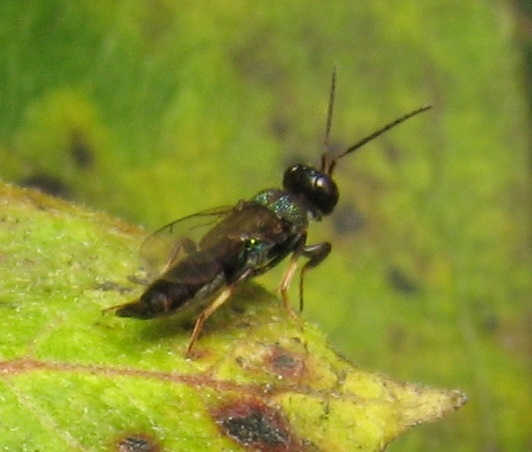
Balcha indica

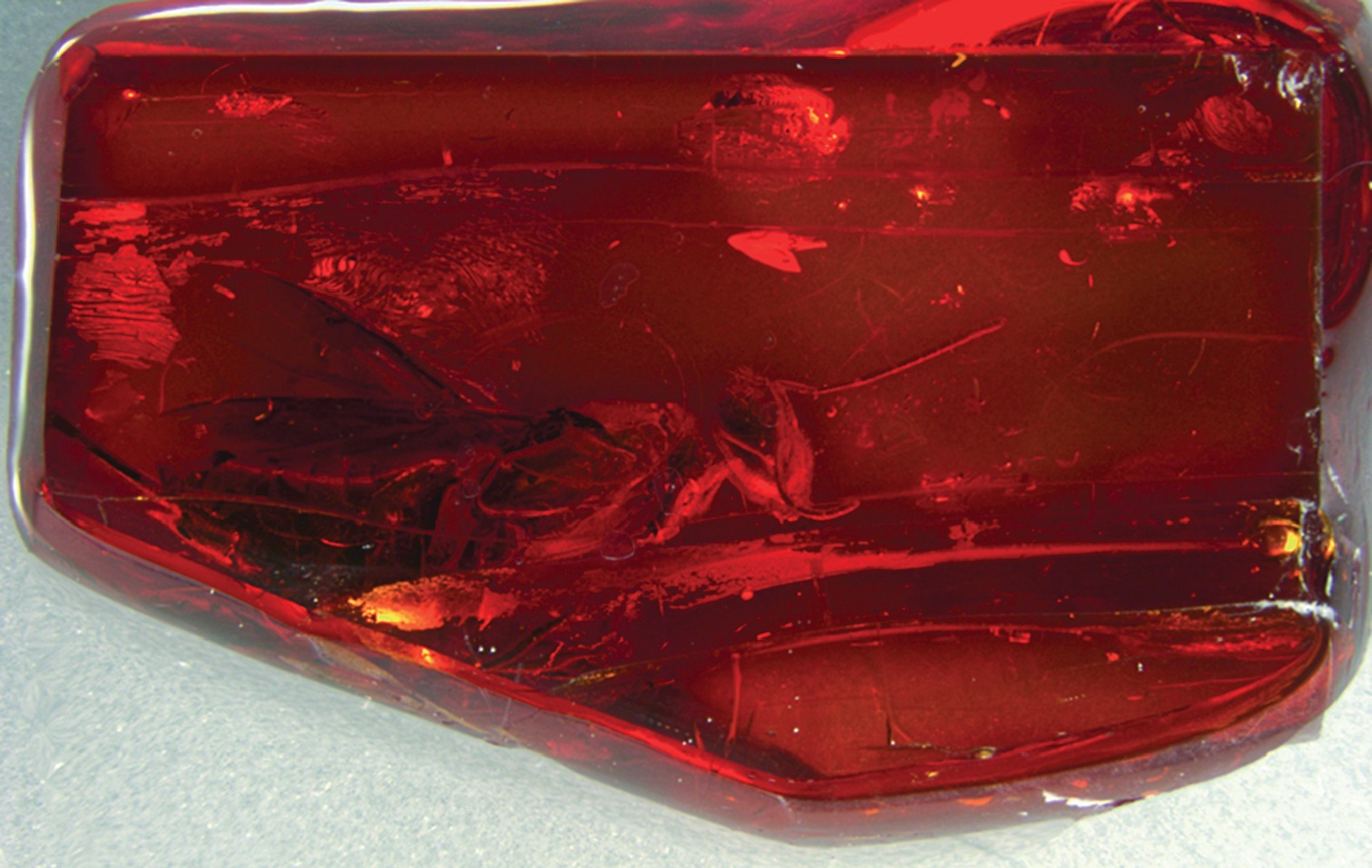
Propelma rohdendorfi holotipo en ámbar báltico

Eupelmidae es una familia de avispas parasíticas de la superfamilia Chalcidoidea. Posiblemente se trata de un grupo polifilético, aunque las subamilias parecen ser monofiléticas. Es posible que se las eleve al rango de familias en el futuro. De acuerdo con la clasificación actual hay 905 especies descritas en 45 géneros. Las larvas de la mayoría son parasitoides, especialmente de larvas de escarabajos, aunque también atacan otros huéspedes, incluyendo arañas. Algunas especies parasitan una gran variedad de especies. Su biología varía mucho. Algunas parasitan huevos, otras larvas y aun otras son hiperparasíticas (usan otros parásitos como huéspedes). Se encuentran en todos los continentes y en todos tipos de hábitats.
Tienen apariencia variada, aunque la mayoría son relativamente fáciles de diferenciar de otras Chalcidoidea porque poseen un mesonoto cóncavo. Cuerpo alargado con brillo metálico. Algunas especies carecen de alas o las tienen muy reducidas. Tienen la tendencia desusada de arquear el cuerpo hacia arriba después de muertas, con la cabeza y el metasoma prácticamente tocándose por encima del tórax.

## Géneros
- Anastatus
- Arachnophaga
- Archaeopelma
- Argaleostatus
- Australoodera
- Balcha
- Brasema
- Calosota
- Calymmochilus
- Cervicosus
- Coryptilus
- Ecnomocephala
- Enigmapelma
- Eopelma
- Eueupelmus
- Eupelmus
- Eusandalum
- Eutreptopelma
- Lambdobregma
- Lecaniobius
- Licrooides
- Lutnes
- Macreupelmus
- Merostenus
- Mesocomys
- Metapelma
- Neanastatus
- Omeganastatus
- Ooderella
- Oozetetes
- Paraeusandalum
- Paranastatus
- Pentacladia
- Phenaceupelmus
- Phlebopenes
- Psomizopelma
- Reikosiella
- Rhinoeupelmus
- Tanythorax
- Taphronotus
- Tineobius
- Uropelma
- Xenanastatus
- Zaischnopsis